# Атачка
Атачка (сибирскотат. 
Атак) — деревня в Тарском районе Омской области России. Входит в состав Заливинского сельского поселения. Население 5 чел. (2010) .

## История
В соответствии с Законом Омской области от 30 июля 2004 года № 548-ОЗ «О границах и статусе муниципальных образований Омской области» деревня вошла в состав образованного муниципального образования «Заливинское сельское поселение».

## География
Атачка находится на северо-западе части региона, в пределах Ишимской равнины, являющейся частью Западно-Сибирской равнины, на р. Иртыш.
Абсолютная высота — 69 м над уровнем моря.

## Население
| 2002 | 2010 |
| ---- | ---- |
| 6    | ↘5   |

Гендерный состав
По данным Всероссийской переписи населения 2010 года в гендерной структуре населения из 5 человек мужчин — 4, женщин — 1 (80,0 и 20,0 % соответственно).
Национальный состав
Согласно результатам переписи 2002 года, в национальной структуре населения татары составляли 100 % от общей численности населения в 6 чел..

## Инфраструктура
Личное подсобное хозяйство.

## Транспорт
Водный и автомобильный транспорт.
Просёлочные дороги.